# Eudorcas
Az Eudorcas az emlősök (Mammalia) osztályának párosujjú patások (Artiodactyla) rendjébe, ezen belül a tülkösszarvúak (Bovidae) családjába és az antilopformák (Antilopinae) alcsaládjába tartozó nem.
Az Eudorcas nemet korábban a Gazella emlősnem alnemének tekintették.

## Rendszerezés
A nembe az alábbi 4-5 élő faj tartozik:
- Mogolla-gazella (Eudorcas albonotata) (W. Rothschild, 1903) – korábban a Thomson-gazella alfajának tartották
- vöröshomlokú gazella (Eudorcas rufifrons) (J. E. Gray, 1846) – típusfaj
- ?vörös gazella (Eudorcas rufina) (Thomas, 1894) - meglehet, hogy azonos a vöröshomlokú gazellával
- Thomson-gazella (Eudorcas thomsonii) (Günther, 1884)
- Heuglin-gazella (Eudorcas tilonura) (Heuglin, 1863) - korábban a vöröshomlokú gazella alfajának tartották[1]

### Fordítás
- Ez a szócikk részben vagy egészben  az   Eudorcas című angol Wikipédia-szócikk ezen változatának fordításán alapul.  Az eredeti cikk szerkesztőit annak laptörténete sorolja fel. Ez a jelzés csupán a megfogalmazás eredetét és a szerzői jogokat jelzi, nem szolgál a cikkben szereplő információk forrásmegjelöléseként.